# Итон, Мэри Эмили
Мэри Эмили Итон (англ. Mary Emily Eaton, 1873—1961) — английская художница, ботанический иллюстратор. Занималась росписью фарфора; в 1910-х годах уехала в США, где долгое время работала в качестве штатной художницы в ботаническом саду. Более всего известна как автор большинства изображений кактусов в знаменитом четырёхтомном издании Бриттона и Роуза The Cactaceae (1919—1923); иллюстрировала также различные периодические издания. Рисовала большей частью в технике акварели.
Друзья описывали Мэри Итон как «очень английскую, очень сдержанную и правильную» (very English, very reserved and proper).

## Биография

### Учёба, работа в Англии
Биографические сведения, касающиеся Мэри Эмили Итон, весьма скупы. Известно, что она родилась 27 ноября 1873 года в Юго-Западной Англии, в небольшом городе Коулфорд графства Глостершир.
Училась в нескольких частных школах в Лондоне, затем — в Тонтоне (графство Сомерсете, Юго-Западная Англия) в местной Школе искусств (сейчас — Колледж искусств и технологий Сомерсета), по окончании которой получила два профессиональных свидетельства: Art Class Tea Certificate и Art Master’s Certificate. Позже Мэри Эмили продолжила художественное образование в Лондоне — в Королевском колледже искусств и Политехническом колледже в Челси.
|  |
|  |

В течение некоторого времени Итон занималась росписью фарфоровых изделий, работая художницей на предприятии по производству знаменитого вустерского фарфора. В 1909 году она уехала на Ямайку, чтобы навестить брата, который занимал должность управляющего на банановой плантации, и сестру. Здесь она начала рисовать бабочек, уделяя повышенное внимание деталям. Здесь же она познакомилась с директором Национального географического общества — крупной американской научной и образовательной организации, — который заинтересовался её творчеством и пообещал помочь устроиться ей на работу. В июне 1911 года она переехала в США.

### Работа в США
В 1914 году Итон стала работать в Нью-Йоркском ботаническом саду в качестве штатной художницы. Здесь она рисовала растения для учёных-ботаников и растениеводов, занималась документированием отдельных растений, таких как Колеус (Coleus) и Лилейник (Hemerocallis), вела учёт некоторых редких видов. Кроме того, некоторые её работы были опубликованы в материалах Национального гербария США.
Одновременно она в течение многих лет иллюстрировала журнал Addisonia — издание, которое занималось описанием культурных растений. Начиная с первого номера, вышедшего в 1916 году, она участвовала в подготовке примерно ста выпусков этого журнала и была автором подавляющего большинства ботанических иллюстраций; общее число листов с иллюстрациями, выполненных ею для этого журнала, составило более шестисот. Большое число изображений красивоцветущих дикорастущих растений было ею создано для журнала National Geographic Magazine (нынешний National Geographic); позже эти иллюстрации были собраны в книге The Book of Wildflowers, изданной журналом в 1924 году.
Наибольшего же успеха в своей деятельности ботанического иллюстратора Итон добилась, рисуя кактусы. Приглашение Итон в Нью-Йорк на работу в ботаническом саду, было, скорее всего, связано с подготовкой к изданию монографии Натаниэля Бриттона и Джозефа Роуза о кактусах, в которой планировалось провести существенную ревизию этого семейства. Работы, связанные с монографией, начались ещё в 1904 году и включали в себя разработку программы исследований и сбор образцов. В 1911 году вопросы издания монографии перешли в серьёзное практическое русло. Издание стало совместным продуктом Нью-Йоркского ботанического сада и двух столичных организаций — Национального музея естественной истории и Института Карнеги. Коллекторы путешествовали по всей Америке, а собранные ими образцы изучались во всех трёх организациях-участниках. Натаниэль Бриттон, директор Нью-Йоркского ботанического сада, привлёк к этой работе Итон. Признаки того, что она рисовала свои иллюстрации с живых экземпляров, можно заметить на некоторых сделанных ею изображениях, — там имеются карандашные пометки, где и кем был собран данный образец. В своей работе она была быстрой и точной, успевая нарисовать образец, по свидетельству очевидца, «чуть дольше, чем за одно утро».
Цветные иллюстрации, подготовленные Итон для монографии, располагались по 2—4 на одном листе (пластине), при издании использовалась многокрасочная печать. Четыре тома монографии The Cactaceae: Descriptions and Illustrations of Plants of the Cactus Family, вышедшей в период с 1919 по 1923 год, содержали около 140 листов с цветными иллюстрациями, при этом большая их часть была выполнена Итон; она же стала автором и большинства чёрно-белых рисунков кактусов. The Cactaceae до настоящего времени считается эталонным изданием в своей области, с этой монографией сравнивают новые научные работы подобного жанра.
В январе 1932 года, в условиях Великой депрессии, Итон потеряла своё место в Нью-Йоркском ботаническом саду. Известно, что в течение длительного времени она пыталась заново найти работу. В 1947 году она вернулась на родину. Мэри Эмили Итон умерла 4 августа 1961 года в Коссингтоне в графстве Сомерсет в Юго-Западной Англии.

## Творческое наследие
Итон называют одним из выдающихся ботанических иллюстраторов, её творческое наследие — «значительным и впечатляющим», а её рисунки — «выдающимися» и «изысканными». Мастерское использование ею светотени придавало её иллюстрациям удивительную глубину. Особенно хорошо ей удавались изображения различных видов опунции.
Большинство изображений кактусов, сделанных Итон для работы The Cactaceae, находятся в Вашингтоне, в собрании Национального музея естественной истории Смитсоновского института; около трёхсот акварелей было отсканировано с высоким разрешением и теперь доступно для свободного просмотра на официальном сайте института. Около шестисот акварелей, сделанных Итон для журнала National Geographic Magazine, входят в постоянную коллекцию Национального географического общества США; две трети из них не опубликованы. Некоторые её работы хранятся в коллекции Нью-Йоркского ботанического сада и в Институте ботанической документации имени Ханта, входящем в состав Университета Карнеги — Меллона.
Многие рисунки Итон хранятся в Музее естествознания в Лондоне (бывший Британский музей естественной истории), в том числе те, которые участвовали в выставках Королевского садоводческого общества и за которые она получила две медали Гренфелла (Grenfell medals) этого общества — серебряную в 1922 году и золотую в 1950 году.

## Комментарии
1. ↑  В источнике, возможно, ошибка, поскольку политехнический колледж в Челси, возникший в 1895 году, назывался South-Western Polytechnic («Юго-западный политехнический колледж»), только в 1922 году он был переименован в Chelsea Polytechnic[3].